# 웨스트 사이드 스토리

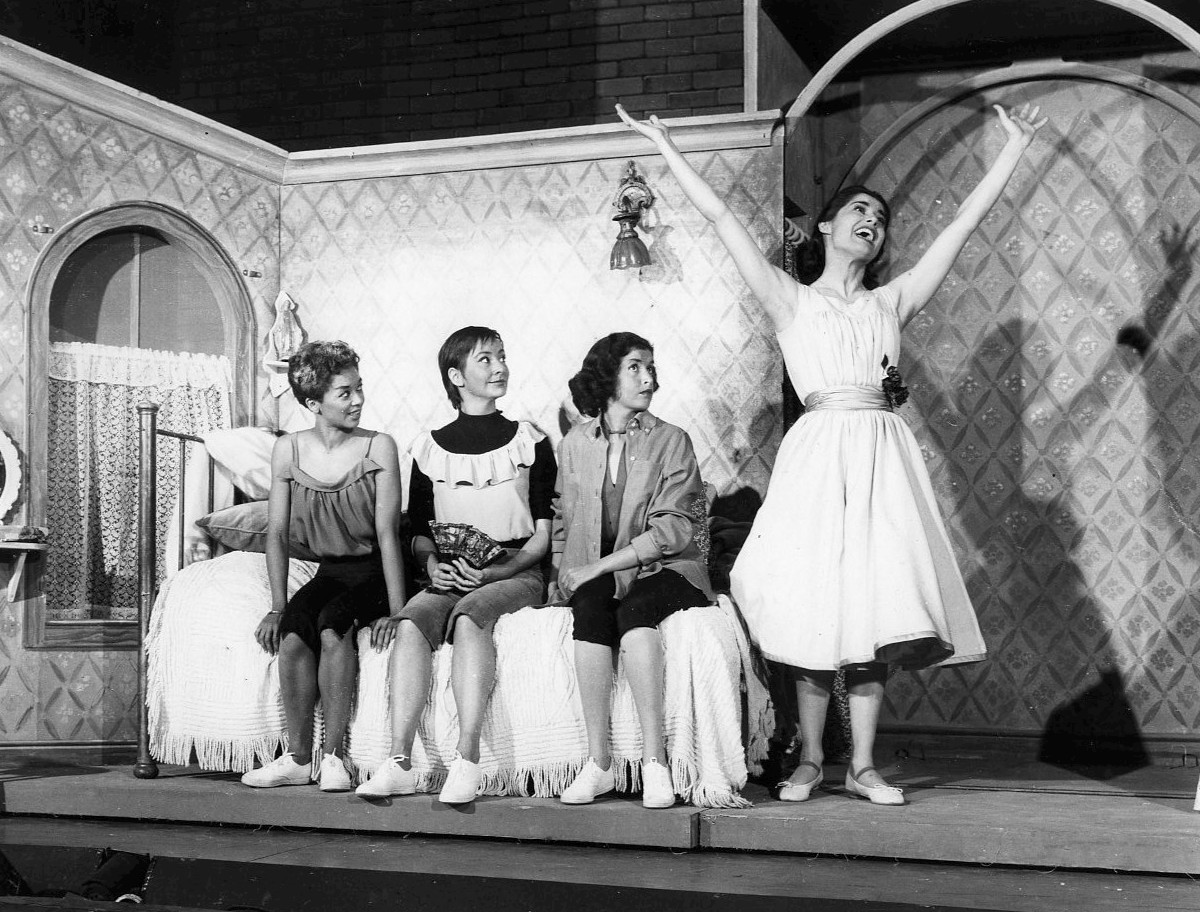

《웨스트 사이드 스토리》(West Side Story)는 미국의 뮤지컬이다. 아서 로렌츠의 각본, 레너드 번스타인의 작곡, 스티픈 손드하임, 제롬 라빈스의 춤. 셰익스피어의 연극 《로미오와 줄리엣》에서 영감을 받았다.

## 줄거리
1950년대 뉴욕 시가 배경으로, 각기 다른 인종적 배경을 가진 두 청소년 건달 패거리의 대결을 다루고 있다. 샤크 파는 푸에르토리코 출신 아이들이 이루고, 제트 파는 백인 노동계급이다. 제트파인 주인공 토니는 샤크파 두목의 여동생 마리아와 사랑에 빠진다.